# Cleistes costaricensis
Cleistes costaricensis é uma espécie de orquídea terrestre de folhas alternadas e flores grandes que abrem em sucessão, com raízes tuberosas delicadas, habitante da Costa Rica.